# Файзабадский район
Файзаба́дский район (тадж. Ноҳияи Файзобод) — район республиканского подчинения в Республике Таджикистан. Образован 14 июня 1931 года.
Районный центр — посёлок городского типа Файзабад, расположенный в 50 км восточнее города Душанбе. Территория района составляет 874,11 км².

## История
Территория современного Файзабадского района до XVI века была известна под названием «Wēšgird». Топоним восходит к авест. «Vaesa.krta-», что означает «[город,] созданный Висой» — одним из полководцев туранского царя Афрасияба.
Топоним Файзабад является позднейшей трансформацией средневекового Вашгирд. Ныне так называется одна из сельских общин Файзабадского района.
Файзабадский район образован 14 июня 1931 года Постановлением № 32 ЦИК Таджикской ССР, подписанным Председателем ЦИК Таджикской ССР Нусратулло Махсумом и секретарем ЦИК А. Зиннатшоевым (из сельских общин Гумбулак, Худжамард, Дубеда, Дехишох, Шолипая, Норак, Чакали, Мехроджи и Яккабед, ранее входивших в состав Янгибазарского района). Районным центром была назначена деревня Дарагиян.
4 марта 1959 года к Файзабадскому району была присоединена часть территории упразднённого Оби-Гармского района.
В январе 1963 года Файзабадский район вошёл в состав Орджоникдзеабадского района. Восстановлен в январе 1969 года. Тогда же районный центр Дарагиян был переименован в Файзабад.
Постановлением Маджлиси Милли Маджлиси Оли Республики Таджикистан от 29 мая 2000 года деревне Файзабад присвоен статус посёлка городского типа.
Постановлением Маджлиси Милли Маджлиси Оли Республики Таджикистан от 30 мая 2022 года сельскому джамоату Мискинобод присвоен статус посёлка городского типа и одновременно новое название — 30-солагии истиклол (30-летие независимости).

## География
Файзабадский район расположен в Гиссарской долине, в 50 км восточнее Душанбе. На севере и западе граничит с Вахдатским районом, на востоке — с Рогунским районом, на юге — с Нурекским районом Хатлонской области.

## Население
Население по оценке на 1 января 2016 года составляет 94 500 человек, в том числе городское — в посёлках Файзабад и 30-летия независимости — 28,15 % или 26 600 человек.
| Численность населения | Численность населения | Численность населения | Численность населения | Численность населения | Численность населения | Численность населения | Численность населения |
| 1939                  | 2003                  | 2004                  | 2005                  | 2006                  | 2007                  | 2008                  | 2009                  |
| --------------------- | --------------------- | --------------------- | --------------------- | --------------------- | --------------------- | --------------------- | --------------------- |
| 15 577                | ↗73 800               | ↗75 400               | ↗76 700               | ↗78 100               | ↗79 700               | ↗81 500               | ↗83 600               |
| 2019                  | 2020                  | 2021                  | 2022                  |                       |                       |                       |                       |
| ↗101 400              | ↗103 600              | ↗109 600              | ↗111700               |                       |                       |                       |                       |

## Административное деление
В состав Файзабадского района входят 2 посёлок городского типа Файзабад и 30-солагии истикол, а также 7 сельских общин (тадж. ҷамоат):
| Административное деление Файзабадского района |           |
| Сельская община                               | Население |
| пгт Файзабад                                  | 10 014    |
| Бустон                                        | 8562      |
| Вашгирд                                       | 5384      |
| Джавонон                                      | 13 122    |
| Дусмурод Алиев                                | 12 539    |
| Калаидашт                                     | 11 685    |
| Мехрабад                                      | 11 404    |
| пгт 30-летия независимости                    | 17 698    |
| Чашмасор                                      | 7123      |

## Председатели хукумата
Главой Файзабадского района является Председатель района, который назначается Президентом Республики Таджикистан. Главой исполнительного органа государственной власти Файзабадского района является Председатель района. Законодательный орган Файзабадского района — Маджлис народных депутатов, который избирается всенародно на 5 лет.
Председатели:
- Каримзода Мансур Тагой (с 30.01.2024)[10]